# U Ain't Goin' Nowhere
«U Ain't Goin' Nowhere» — третій сингл репера Young Buck з його другого студійного альбому Buck the World. Дата випуску: 18 травня 2007 р.

## Відеокліп
Режисер: Джил Ґрін. Пісня закінчується посередині відео й далі грає пісня «Buck the World» з участю Лайфа Дженнінґса. Кліп знімали в Пуерто-Рико.

## Чартові позиції
| Чарт (2007)                        | Найвища позиція |
| ---------------------------------- | --------------- |
| US Billboard Hot R&B/Hip-Hop Songs | 57              |

## Учасники
- Young Buck, Латоя Вільямс — вокал
- Марк Батсон — клавішні, продакшн
- Давон Паркер — клавішні
- Майк Елізондо — гітара
- Dr. Dre — зведення, продакшн